# Liste des gares de Marseille
 (janvier 2023).
Si vous disposez d'ouvrages ou d'articles de référence ou si vous connaissez des sites web de qualité traitant du thème abordé ici, merci de compléter l'article en donnant les références utiles à sa vérifiabilité et en les liant à la section « Notes et références ».

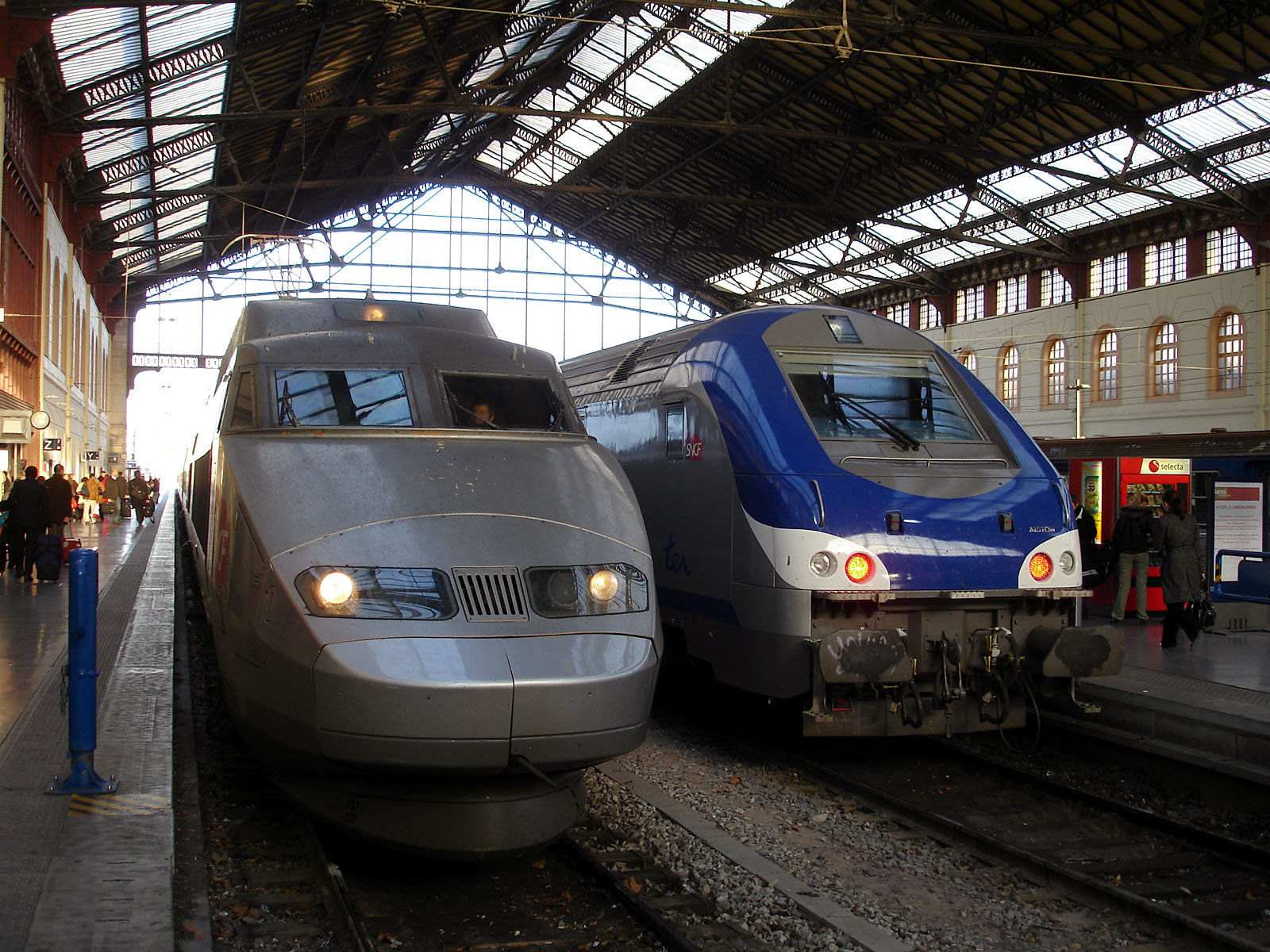
Trains à Marseille-Saint-Charles.

La liste des gares de Marseille recense les gares ferroviaires situées sur le territoire de la ville de Marseille. Elles sont situées sur les lignes qui sont disposées en étoile à partir de la gare de Marseille-Saint-Charles.
Ces gares sont desservies par le réseau TER Provence-Alpes-Côte d'Azur, notamment pour les liaisons Marseille – banlieue, et sont toutes exploitées par la Société nationale des chemins de fer français (SNCF).

## Gares en service

### Gare centrale
Marseille-Saint-Charles : TGV inOui et Ouigo, AVE, TGV Lyria et Eurostar (en été), Intercités, TER, fret

### Antennes vers Miramas et Avignon
- Arenc-Euroméditerranée : TER (par la ligne de la Côte Bleue)
- L'Estaque : TER (par Vitrolles-Aéroport-Marseille-Provence ou par la ligne de la Côte Bleue)

### Antenne vers Aix-en-Provence et Pertuis
- Picon-Busserine : TER
- Saint-Antoine : TER
- Saint-Joseph-le-Castellas : TER
- Sainte-Marthe-en-Provence : TER

### Antenne vers Aubagne, Toulon et Nice
- La Barasse : TER
- Marseille-Blancarde : Intercités de nuit, TER, fret
- La Pomme : TER
- Saint-Marcel : TER, fret

### Gares ouvertes uniquement au fret
- Marseille-Maritime-Arenc
- Saint-Louis-les Aygalades (fermée aux voyageurs depuis 2014)

## Gares fermées
- Les Aygalades-Accates (détruite)
- Le Canet (gare voyageurs)
- Marseille-Canet (gare fret)
- Marseille-Maritime-Joliette (détruite)
- Marseille-Maritime-Mourepiane
- Marseille-Prado (gare de fret détruite lors de l’aménagement du parc du 26e Centenaire)
- Marseille-Vieux-Port (détruite)
- Saint-Barthélémy
- Saint-Joseph (détruite)
- Saint-Menet (détruite)
- Séon-Saint-André (détruite)
- Séon-Saint-Henri